# Царево село
Вижте пояснителната страница за други значения на Делчево .
Царево село или Царево (на македонска литературна норма: Делчево) е град в Северна Македония, център на община Царево село в областта Пиянец, с население от 10 454 души (2002). Градчето е център на Царевоселско-Каменишката епархия на Македонската православна църква.

## География
Делчево е разположено в източната част на Северна Македония. Столицата Скопие е на 170 км западно, най-близкият регионален център е град Щип на около 82 км, западно, границата с България е на 12 км източно, откъдето през ГКПП Делчево-Логодаж може да бъде преминато в България, Благоевград е едва на 40 км от Делчево, а София на 138 км североизточно.
Градчето е разположено на река Брегалница, в горното ѝ течение, в северните склонове на Малешевската планина и рида ѝ Голак, в близост до мястото, където Брегалница разделя Малешевската планина от Осоговската. Делчево е най-голямото селище и център на областта Пиянец заключена в склоновете на Малешевска и Осоговска планина. Надморската височина на селището варира между 590 и 640 м над морското равнище.

## История
Първото споменаване на Царево село е от един закон на Стефан Душан от 1347 година. Тогавашното е име е било Царско село. Според преданията, по време на византийското владичество, градът се е наричал Василево, което в превод от гръцки означава Царево.

### В Османската империя
По време на османското владичество, градът се е наричал Султание, а българското му название е Царево село. В средата на XVII век оттук минава османският пътешественик Евлия Челеби, който пише за селището:
| „ | Чарена село на български значи селото на покойния цар. Намира се в полите на една планина. То е мюсюлманско село със сто къщи, една украсена джамия с каменно минаре. | “ |

Според статистиката на Васил Кънчов („Македония. Етнография и статистика“) в 1900 година Царево село е смесено българо-турско село с 520 души жители българи християни, 575 българи мохамедани и 425 турци.
По данни на секретаря на екзархията Димитър Мишев („La Macédoine et sa Population Chrétienne“) в 1905 година всичките 520 жители на Царево село са българи екзархисти и в селото функционират две български училища – основно и прогимназиално.
При избухването на Балканската война в 1912 година 8 души от Царево село са доброволци в Македоно-одринското опълчение.
По време на Междусъюзническата война във военно гробище в Царево село са погребани 627 български военнослужещи.

### В Сърбия и Югославия
След като Царево село попада в Сърбия след Междусъюзническата война в 1913 година, сръбският крал Петър I го провъзгласява за град. През 1915 година, по време на Първата световна война, Царево село отново е окупирано от български части, които се изтеглят в 1918 година.
Според Димитър Гаджанов в 1916 година в Царево село живеят 806 българомохамедани и 649 българи-християни.
Царево село влиза в рамките на българската държава от 1941 до 1944 година, като негови кметове са Никола Кир. Починков от Радомир (13.VIII.1941 - 22.III.1943), Величко Вел. Кулев от Шумен (02.IV.1943 - 9.IX.1944) и Л. Иванов. През 1946 в Царево село е осъществен показен противобългарски съдебен процес над 9 души начело със Славе Гърневски и Георги Шикеринов. Градът е прекръстен на Делчево от югославските власти на 13 май 1950 година в чест на Гоце Делчев.

### В Северна Македония
Според преброяването от 2002 година градът има 11 500 жители. Докато преброяването през 2021 отчита 9644 жители.
| Националност     | Всичко |
| северномакедонци | 10 761 |
| албанци          | 7      |
| турци            | 97     |
| роми             | 564    |
| власи            | 3      |
| сърби            | 25     |
| бошняци          | 0      |
| други            | 43     |

## Образование
Градът с неголямото си население разполага с две основни училища и едно средно:
- СУ „Методия Митевски—Брицо“
- ОУ „Ванчо Пърке“
- ОУ „Св. Климент Охридски“

## Забележителности
- Край Царево село е разположен манастирът „Света Богородица Балаклия“.
- Църквата „Успение на Пресвета Богородица“ е изградена в XIX век. Не е изписана, а иконите са от Димитър Папрадишки, Григорий Пецанов и други автори.[13]
- Манастирът „Покров на Пресвета Богородица“ е изграден в 1920 година и цялостно възобновен в 1990 година. Не е осветен, няма живопис и икони.[13]
- Църквата „Св. св. Константин и Елена“

## Личности
От Царево село е българският печатар и общественик, кмет на Кюстендил Васил Янакиев (1878 – 1946). Еротей Николов (1884 – ?) и Григор Бояджийски (1870 – 1948), са дейци на ВМОРО, а Ангел Симеонов (1892 – 1933) – на ВМРО. Методи Митевски (1924 – 1962) е югославски комунист и политик от СР Македония. Любомир Белогаски (1911 – 1994) е виден художник, а Елена Кожухарова (р. 1945) – писателка от Северна Македония.

## Други
На Царево село е наречена улица в квартал „Белите брези“ в София (Карта).

## Побратимени градове
- Благоевград, България
- Симитли, България;
- Ягодина (град), Централна Сърбия;
- Вишгород, Украйна;
- Борнова, Турция;
- Жирардов, Полша